# Ительмены

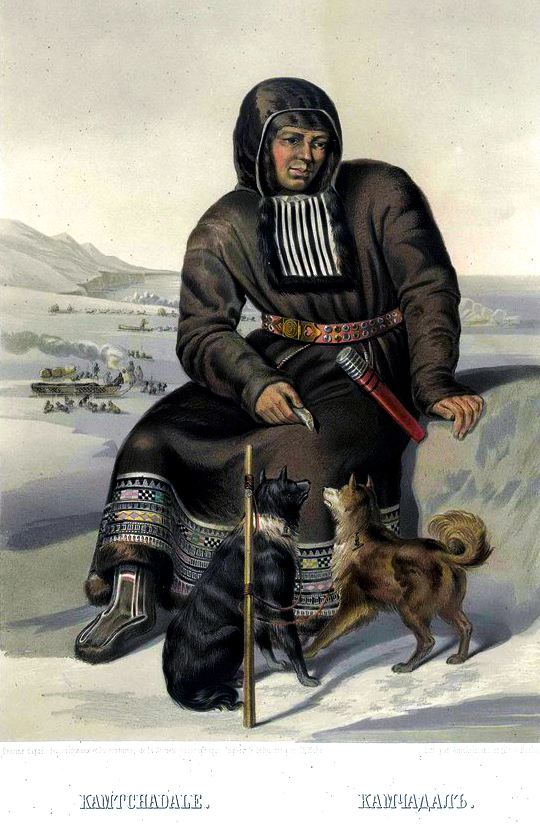
Представитель народа ительменов (Густав-Теодор Паули. «Этнографическое описание народов России», СПб. 1862 г.)

Ительме́ны (ительм. итәнмән, в ранних записях искажённо ительмень, устаревшее название — камчадалы) — один из коренных народов полуострова Камчатка. 
Исторически говорили на ительменском языке, по мнению некоторых учёных входящем в чукотско-камчатскую языковую семью. Письменность — на основе кириллицы. В настоящее время, однако, большинство ительменов говорит по-русски. 

## Название
Название народа является передачей на русский язык этнонима ительм. итәнмән, означающего «сущий, живущий», «житель» либо «низовой».

## История
В эпоху мезолита предки ительменов были бродячими охотниками и рыболовами. Предполагается, что они мигрировали на Камчатку из Восточной Монголии. 
До прихода русских на Камчатку в 1697 году часть предков современных ительменов на севере смешалась с оседлыми коряками, а в некоторых поселениях на юге Камчатки происходил процесс смешения ительменов с айнами. В 1730—40-е годы на Камчатке было около 100 ительменских (камчадальских) поселений. В 1740-е годы происходило обращение ительменов в православие.
В 1768—1769 годах, как итог эпидемии оспы, численность коренного населения Камчатки сократилась на 65 % — до 2 600 человек, что привело к тому, что оно почти сравнялись по численности с русским населением Камчатки. В этих условиях получили широкое распространение смешанные браки. Увеличение русского население полуострова усиливало процессы ассимиляции, следствием чего стало складывание новой этнической общности, принявшей самоназвание «камчадалы», а небольшая часть аборигенов, сохранившая свой язык, получила этноним «ительмены». 

## Расселение

Расселение ительменов в ДФО по городским и сельским поселениям в %, перепись 2010 г.

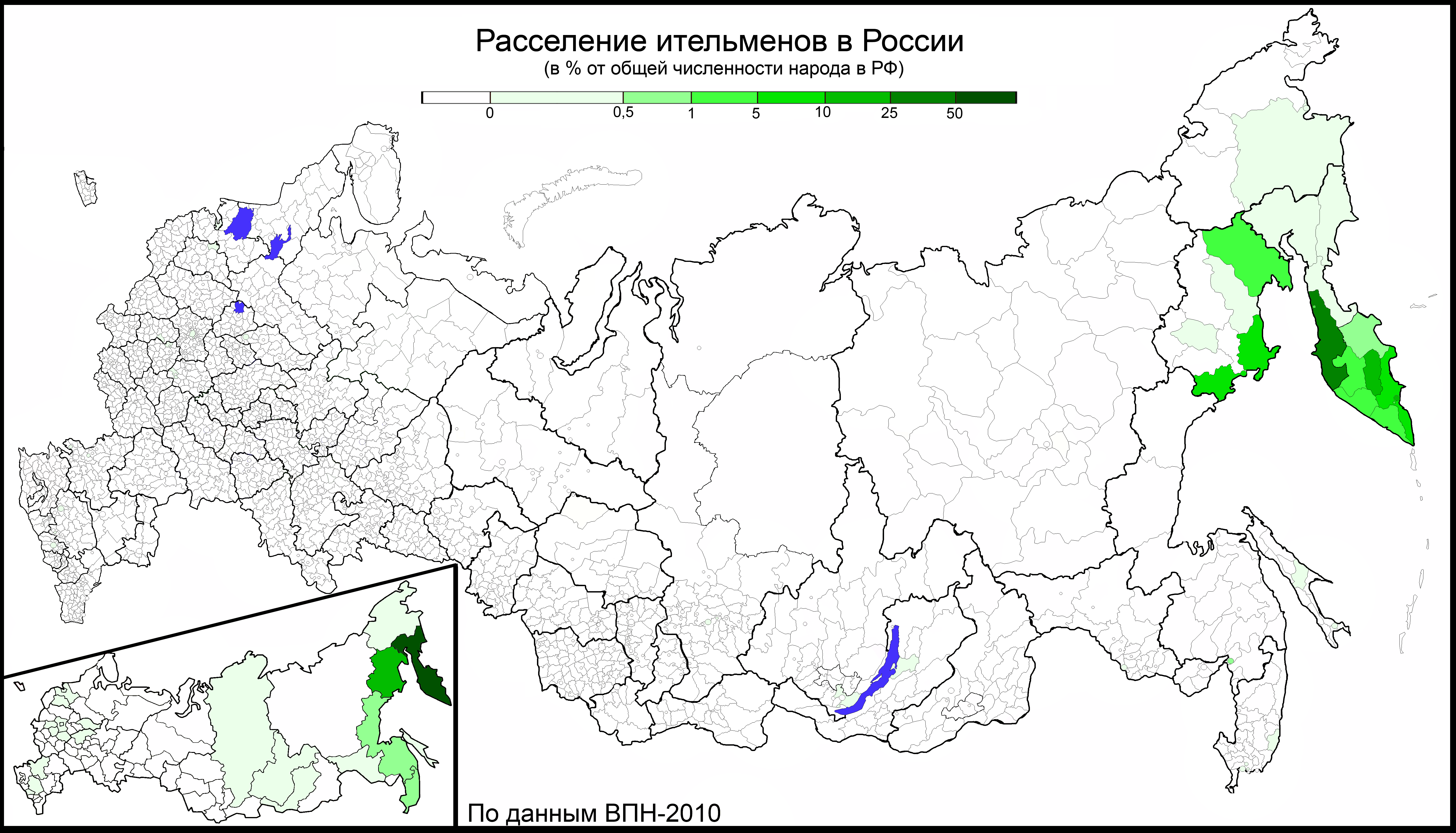
Расселение ительменов в РФ на 2010 год в % от общей численности этого народа в РФ

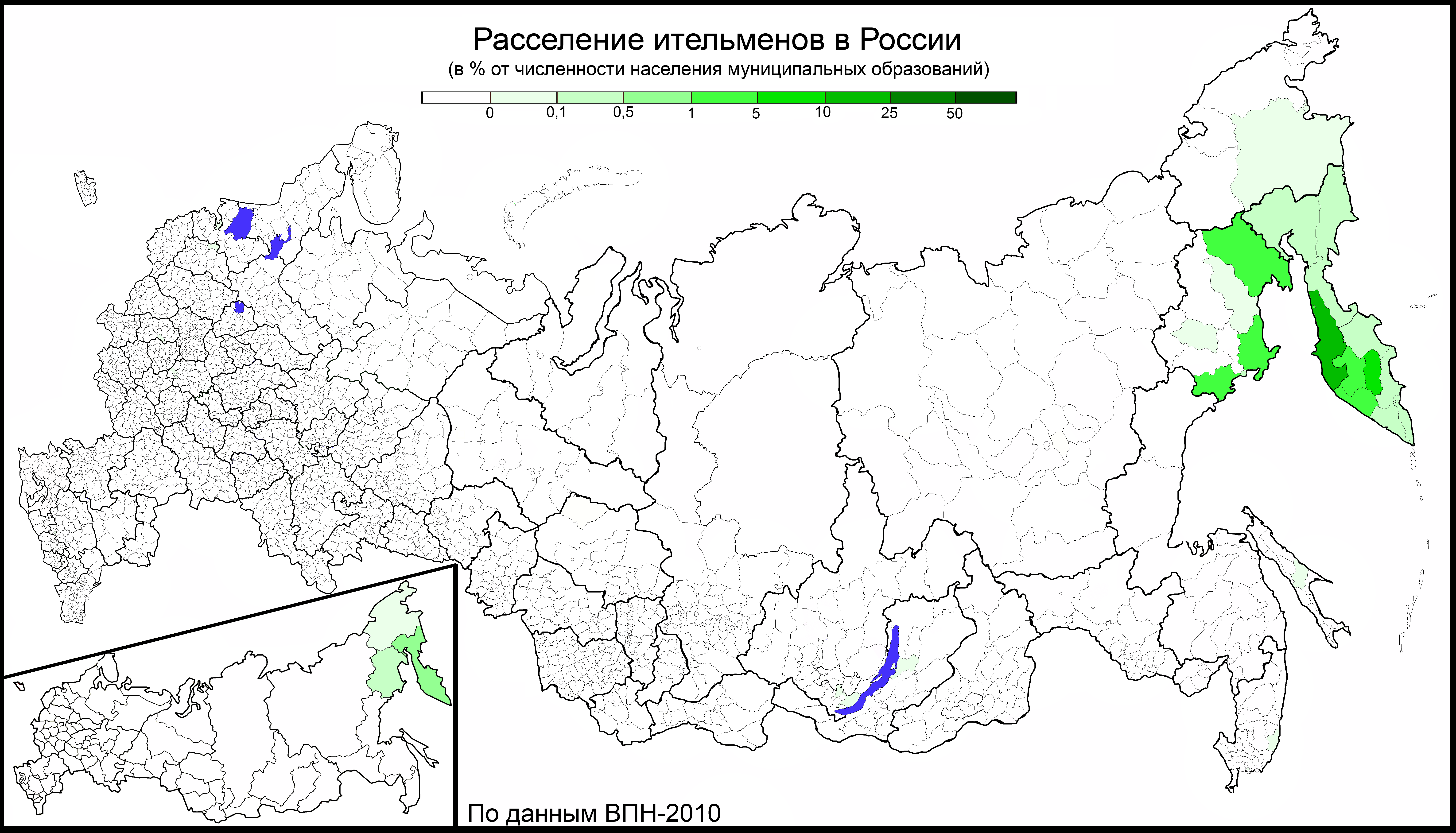
Расселение ительменов в РФ на 2010 год в % от численности населения муниципальных образований

Проживают на полуострове Камчатка, преимущественно в Тигильском и Мильковском районах Камчатского края и в Петропавловске-Камчатском (2361 человек, 2010 год), а также в Магаданской области (600 человек, 2010 год).

### Численность ительменов в населённых пунктах (по переписи 2002 года)
(указаны муниципальные образования, где доля ительменов в численности населения превышает 5 %)
Камчатский край (2296 чел., 2002 год):
- село Тигиль 355 чел.
- село Ковран 265 чел.
- город Петропавловск-Камчатский 265 чел.
- село Мильково 233 чел.
- село Усть-Хайрюзово 156 чел.
- пгт Палана 130 чел.
- село Седанка 130 чел.
- село Соболево 119 чел.

Магаданская область (643 чел., 2002 год):
- город Магадан 231
- село Тауйск 114
- пгт Ола 109

### Доля ительменов по районам и городам России (по переписи 2010 года)
(указаны муниципальные образования, где доля ительменов в численности населения превышает 5 %):
| Доля ительменов по районам и городам России | Доля ительменов по районам и городам России | Доля ительменов по районам и городам России |
| ------------------------------------------- | ------------------------------------------- | ------------------------------------------- |
| Муниципальный район, городской округ        | Субъект РФ                                  | % ительменов                                |
| Тигильский район                            | Камчатский край                             | 19,8                                        |
| Мильковский район                           | Камчатский край                             | 5,1                                         |

## Этнографические группы ительменов
Наиболее обоснованные сведения о численности ительменов в конце XVII–XVIII веков дал советский этнограф Б. О. Долгих. Используя материалы ясачных книг, он пришёл к выводу, что в 1697 году численность ительменов составляла 12 680 человек, а в 1738 году — 8448. Основными причинами уменьшения их численности стали завезённые заразные болезни (оспа, «гнилая горячка» и т. д.), колониальная политика царизма и процесс ассимиляции ительменов с русскими.
В XVIII — начале XIX века ительмены делились на ряд крупных локальных подразделений — групп, имеющих собственные самоназвания и особенности культуры: камчатскую, авачинскую, большерецкую, западную, хайрюзовскую. В это время северная граница территории расселения ительменов на западном побережье Камчатки достигала бассейна реки Тигиль, на восточном — реки Ука, южная доходила почти до мыса Лопатка. В первой половине XIX века при сохранении территории уменьшается число ительменских поселений, а во второй половине XIX века ительмены жили только на западном побережье Камчатки.

## Антропологические особенности ительменов
Антропологически ительмены включаются в материковую группу популяций арктической малой расы северных монголоидов.
Своеобразие расовых особенностей народов, входящих в эту группу (чукчи, эскимосы, коряки, ительмены), по сравнению с другими сибирскими монголоидами, заключается в некотором ослаблении монголоидного комплекса: более высокое переносье, менее плоское лицо, более тёмная пигментация, выступающие губы.
По этим признакам антропологи устанавливают связь арктической расы не с внутриконтинентальными, а с тихоокеанскими монголоидами.
У ительменов определили 1,428 % неандертальской примеси, и 0,045 % денисовской примеси, а также определили Y-хромосомные гаплогруппы C3c-M48 (38,9%), СЗ*-S4Y-T (27,8%), R1a-M17 (22,2%), N1c-Tat-C (11,1%).

## Религия
Традиционные верования ительменов — анимизм, тотемизм, фетишизм — связаны с поклонением духам-хозяевам. Особенно почитался «хозяин моря» Митг, дающий основной продукт питания — рыбу. Создателем земли и первопредком у них считался Ворон (Кутх). Ительменам была чужда идея единого бога. Существовал и шаманизм, но ительменские шаманы не имели обрядовой одежды и бубнов. Шаманами обычно были женщины. С середины XVII в. ительмены приняли христианство.
Согласно данным этнографических исследований, в древности ительмены практиковали обряд воздушного погребения.

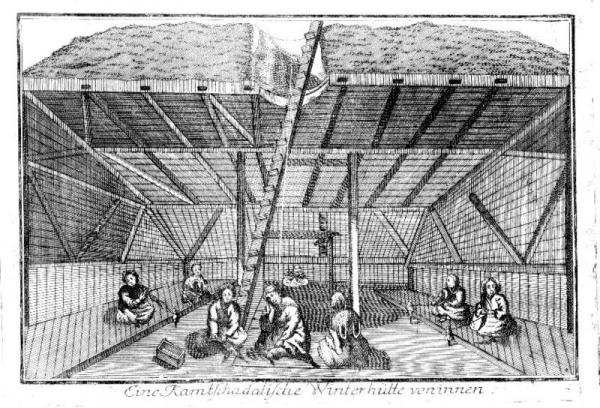
Жилище ительменов зимой

## Хозяйство и быт

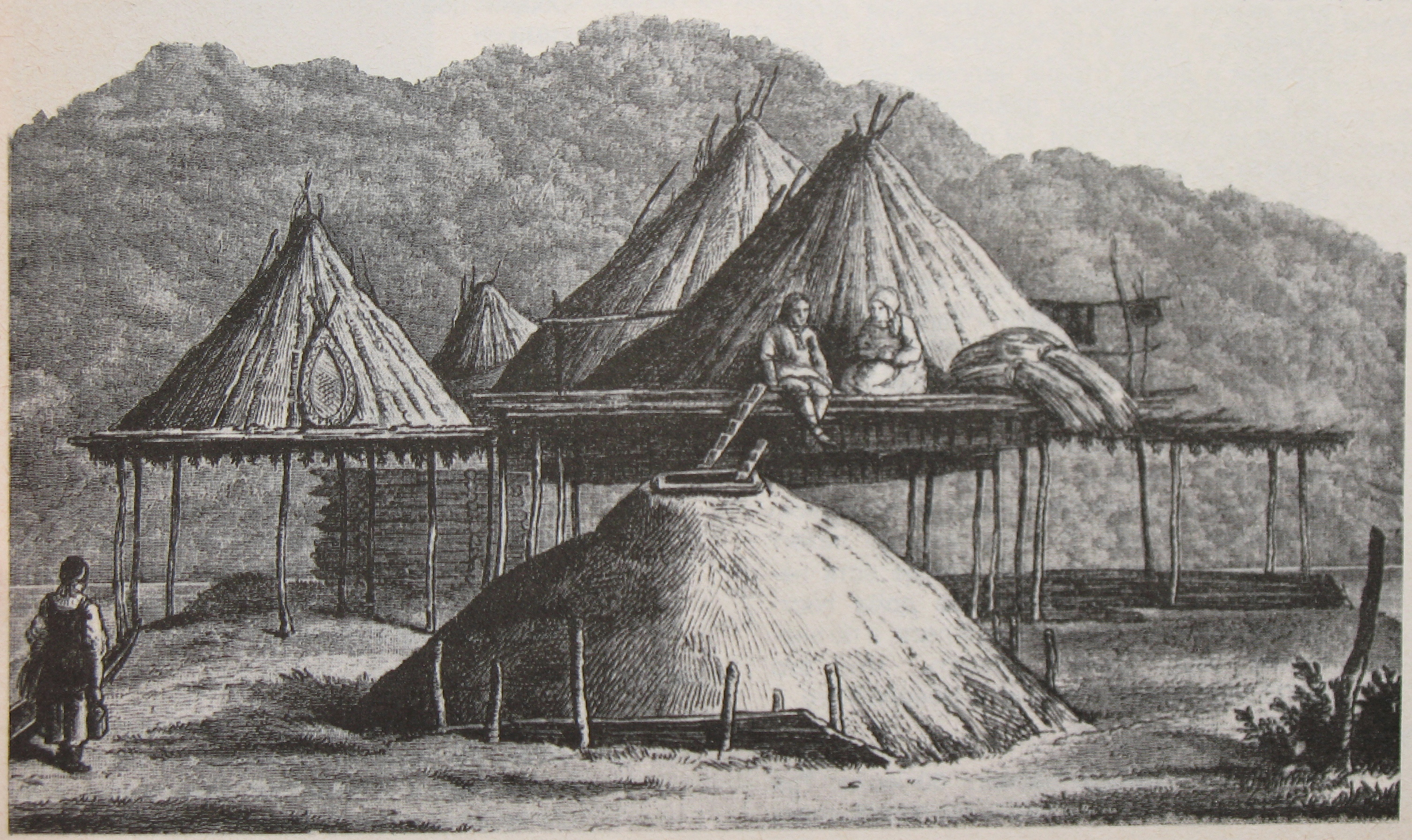
Хижины камчадалов. XVIII век